# Estación de Barcelona Sants
Barcelona Sants er Barcelonas hovedbanegård. Den trafikeres af RENFEs fjerntogsforbindelser til ind- og udland, herunder AVE, lokaltog (Rodalies Barcelona) samt en metrostation. Fra stationen er der togforbindelse til Barcelona El Prat-lufthavnen. I 2005 betjente banegården i alt 80 mio passagerer.
I 2012 åbner en ny stor banegård i Barcelona, Estación de Barcelona-Sagrera, som bl.a. skal danne udgangspunkt for AVE-forbindelser til Frankrig.
Barcelona Sants rummer også byens største terminal for fjernbusser.
- Wikimedia Commons har flere filer relateret til Estación de Barcelona Sants

| Jernbane | Spire Denne jernbaneartikel er en spire som bør udbygges. Du er velkommen til at hjælpe Wikipedia ved at udvide den. |

41°22′44″N 2°08′24″Ø / 41.3789°N 2.14°Ø